# Conchi Ríos

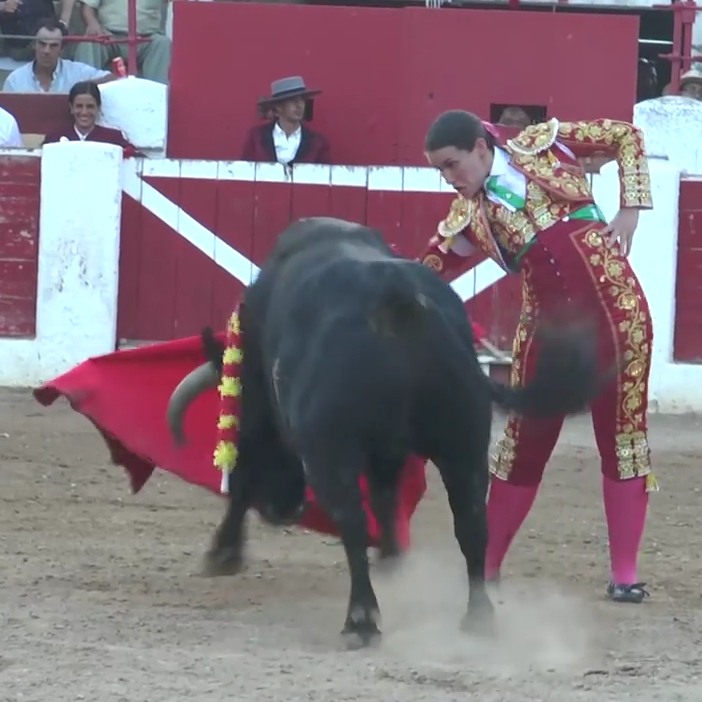
Conchi Ríos en 2016 à Cehegín dans la province de Murcie.

Conchi Reyes Ríos, née le 11 mars 1991, est une torera espagnole.

## Biographie
Conchi Ríos est née dans la région de Murcie, en 1991. à l'âge de 15 ans, elle témoigne à ses grands-parents de son ambition d'être une torera. Son grand-père l'emmène à l'arène locale, ce qui ne fait qu'agrandir son intérêt pour la tauromachie.
Elle fait ses débuts en public lors d'une corrida le 23 septembre 2007. Elle est d'abord picador en 2009, en appui de Luis Miguel Casares. Elle fait sa première apparition à Las Ventas à Madrid en 2011 dans un spectacle qui comporte Simon Lopez, Jimenez Fortes et José Cruz. En 2011, elle est la première femme à couper deux oreilles à un taureau, et, à la suite de ce geste, n'est plus employée et ne travaille pas pendant trois ans. Elle finit par repratiquer la tauromachie au Pérou, où les législations sont plus souples vis-à-vis de cette discipline.
En 2015, elle est l'une des six femmes toreras de la liste nationale, cette dernière comportant 825 noms.
En 2016, elle apparait aux côtés d'El Cordobes et d'Antonio Puerta à Cehegín, dans la province de Murcie.
En 2016, elle et son petit ami, Jose Manuel Mas, déménagent dans une maison près de Torrijos. Ils s'entrainent tous les deux chaque jour à la pratique de la tauromachie. 
Elle fait partie la même année des 100 femmes de la BBC. Elle est la seule espagnole parmi les vingt femmes d'origine européenne sélectionnées. La BBC a souligné que, en 2016, Conchi Ríos est l'une des 4 seules femmes, sur 820 toreros. Cette dernière a commenté : « Je crois en l'égalité entre les femmes et les hommes. Tout le monde doit se battre pour ce qu'il veut être, et pour ce qu'il veut faire dans la vie ».